# Tebuai Uaai
Tebuai Uaai, né en 1955, est un homme politique et diplomate gilbertin.

## Biographie
Titulaire d'un diplôme de licence en Éducation, il est élu une première fois député de la circonscription de Tabiteuea-Sud à la Maneaba ni Maungatabu (le Parlement des Kiribati) aux élections législatives de 2003 ; il conserve son siège aux élections de 2007 et de 2012,. Battu dans sa circonscription aux élections de décembre 2015 et janvier 2016, il est élu président du Parlement par les députés le 5 décembre 2016, son prédécesseur Teatao Teannaki étant mort d'une crise cardiaque dans l'exercice des fonctions,. 
En août 2018, il est accusé d'avoir été enivré et d'avoir harcelé sexuellement une employée de l'assemblée législative de l'État de Pohnpei lors d'une conférence internationale dans cet État des États fédérés de Micronésie. Il aurait ensuite harcelé sexuellement une hôtesse de l'air lors du vol le ramenant aux Kiribati. L'opposition parlementaire aux Kiribati tente de le destituer, mais Tebuai Uaai empêche le dépôt de la motion de destitution à son encontre. En octobre 2018, le président de la République, Taneti Maamau, perd sa majorité au Parlement lorsque des députés de son parti Tobwaan Kiribati rejoignent l'opposition pour protester contre la rupture des relations diplomatiques entre les Kiribati et Taïwan. Désormais majoritaire, l'opposition tente de déposer une motion de censure pour contraindre le président Maamau à la démission. Tebuai Uaai, membre du parti Tobwaan Kiribati, refuse à deux reprises d'admettre cette motion. Lorsque la Haute Cour des Kiribati l'ordonne en novembre de permettre la tenue d'un vote de défiance à l'encontre du gouvernement, Tebuai Uaai déclare close la dernière session parlementaire avant les élections législatives à venir en avril 2020, empêchant ainsi définitivement la destitution du président Maamau.
À l'issue de ces élections, il brigue à nouveau la présidence du Parlement, avec le soutien du président Maamau. Les députés lui préfèrent toutefois l'ancienne députée d'opposition Tangariki Reete.
Le 29 mars 2022, le président Maamau le nomme haut commissaire (ambassadeur) des Kiribati aux Fidji, succédant à David Teaabo qui devient ambassadeur des Kiribati en république populaire de Chine. En septembre 2023, toutefois, il démissionne de cette fonction pour se porter candidat à l'élection législative partielle dans la circonscription de Tarawa-Sud. Il est élu et retrouve ainsi un siège à la Maneaba ni Maungatabu.